# Пинжанка
Пинжанка — река в Удмуртии, протекает в Кизнерском и Вавожском районах. Устье реки находится в 35 км по левому берегу реки Кылт. Длина реки — 14 км, площадь водосборного бассейна — 63,3 км².
Исток реки юго-западнее деревни Гыбдан (Кизнерский район). Течёт на северо-восток, протекает деревни Гыбдан и Берлуд. Приток — Илье (левый). Впадает в Кылт у деревни Кочежгурт.

## Данные водного реестра
По данным государственного водного реестра России относится к Камскому бассейновому округу, водохозяйственный участок реки — Вятка от водомерного поста посёлка городского типа Аркуль до города Вятские Поляны, речной подбассейн реки — Вятка. Речной бассейн реки — Кама.
По данным геоинформационной системы водохозяйственного районирования территории РФ, подготовленной Федеральным агентством водных ресурсов:
- Код водного объекта в государственном водном реестре — 10010300512111100039504
- Код по гидрологической изученности (ГИ) — 111103950
- Код бассейна — 10.01.03.005
- Номер тома по ГИ — 11
- Выпуск по ГИ — 1